# Johann Theodor van der Noot

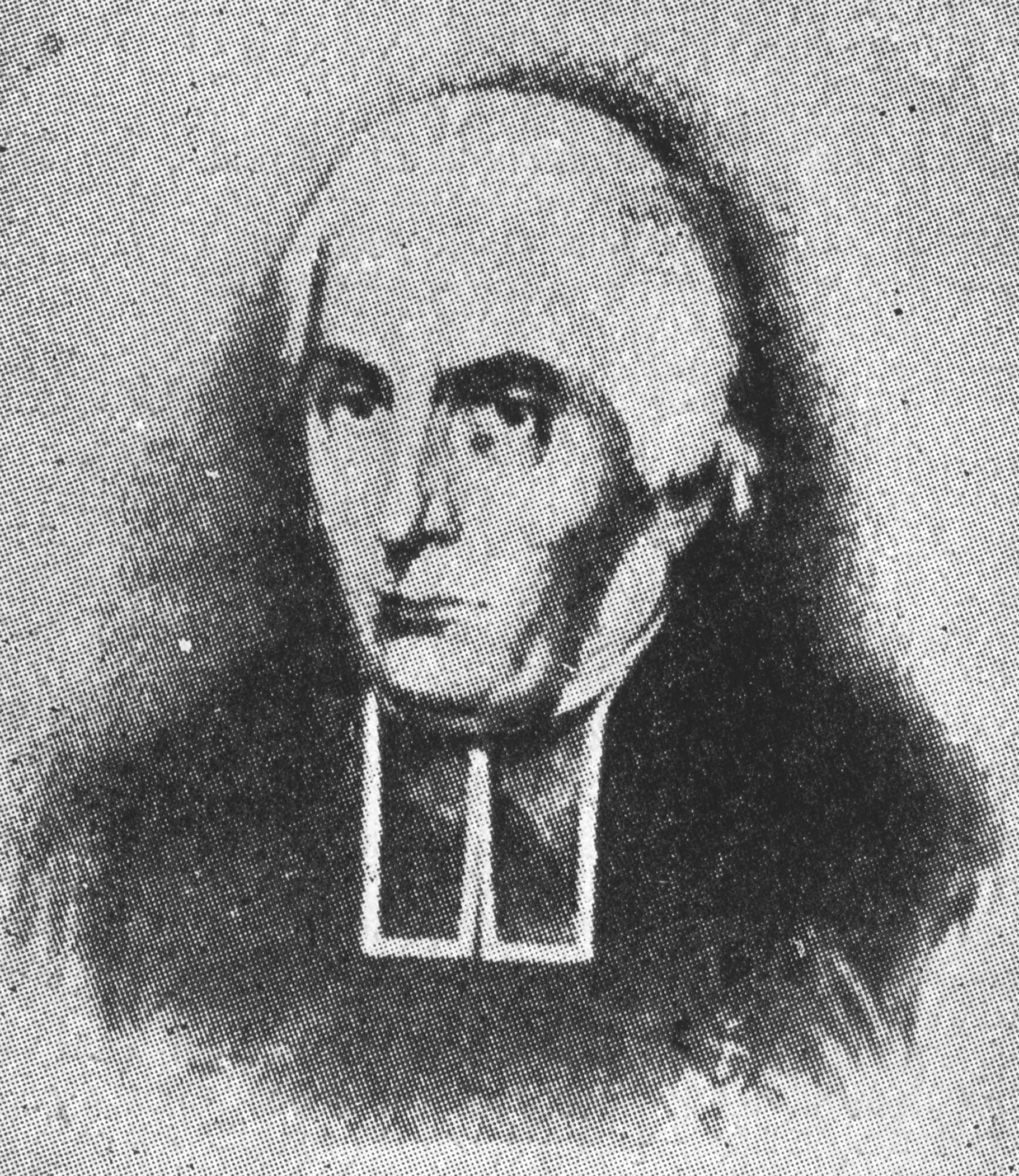
Johann T. Van der Noot, erster Apostolischer Vikar von Luxemburg

Johann Theodor, französisch Jean Théodore van der Noot (* 6. April 1769 in Luxemburg-Stadt, Herzogtum Luxemburg; † 19. April 1843 in Luxemburg-Stadt, Großherzogtum Luxemburg) war ein römisch-katholischer Geistlicher und erster Apostolischer Administrator (1833–1840) bzw. Vikar (1840–1841) von Luxemburg.

## Leben
Van der Noot absolvierte an der Universität Leuven ein Studium der Philosophie.
Nachdem Luxemburg unter die französische Revolutionsherrschaft gefallen war und van der Noot sich geweigert hatte, die Zivilverfassung des Klerus anzuerkennen, drohte ihm die Deportation, sodass er 1797 nach Trier floh. Im selben Jahr empfing er das Sakrament der Priesterweihe für das damalige Erzbistum Trier.
1798 kehrte Johann Theodor van der Noot nach Luxemburg zurück, wo er sich zwei Jahre lang versteckt aufhielt. Nach dem Konkordat von 1801 wirkte er als Pfarrer, unter anderem in Bettemburg, sowie in Itzig, einem Ortsteil von Hesperingen.
Am 25. Dezember 1833 wurde er zum Apostolischen Administrator Luxemburgs ernannt, wobei er sich für die Gebiete im Süden des Landes, die unter niederländischer Kontrolle standen, verantwortlich zeigte. Die Gebiete unter der Kontrolle des im Zuge der Belgischen Revolution unabhängig gewordenen Belgiens unterstanden dem Bistum Namur.
Im 1839 neu entstandenen Luxemburger Staat wurde die Kirche im Jahre 1840 durch Errichtung eines Apostolischen Vikariates aus dem Bistum Namur eigenständig. Van der Noot wurde er gemäß dem Vertrag von London von 1839 zum ersten Apostolischen Vikar für das gesamte Großherzogtum Luxemburg ernannt. Er hatte das Amt bis zu seiner Emeritierung am 20. Februar 1842 inne; Johann Theodor Laurent wurde sein Nachfolger.